# Казанова, Хосе
Хосе Казанова (исп. José Casanova; 1951 Сарагоса, Испания) — испанский и американский социолог религии.

## Биография
Профессор факультета социологии Джорджтаунского университета (Вашингтон, DC), руководитель Берклийского центра религии, мира и мировой политики.
Награждён Премией по теологии Зальцбургского университета.
Автор трудов по вопросам религии и глобализации. Его самая известная книга Public Religions in the Modern World ("Публичные религии в современном мире) признана современной классикой в социологии религии.
Имеет жену украинского происхождения, свободно говорит на украинском языке.

## Работы
- (вместе с Йоасом Хансом): «Religion und die umstrittene Moderne», Stuttgart: Kohlhammer 2010 (Globale Solidarität — Schritte zu einer neuen Weltkultur; Bd 19), ISBN 978-3-17-021234-3
- «Europas Angst vor der Religion.» Berlin University Press, Berlin 2009, ISBN 3-940432-47-4
- «Rethinking Secularization: A Global Comparative Perspective», in: The Hedgehog Review 2006
- «The Long Journey of Turkey into Europe and the Dilemmas of European Civilization», in: Constellations 2006
- «Einwanderung und der neue religiöse Pluralismus. Ein Vergleich zwischen der EU und den USA», in: Leviathan 2006
- «Religion, the New Millennium and Globalization», in: Sociology of Religion 2001
- «Public Religions in the Modern World» (1994), in fünf Sprachen übersetzt, u.a. ins Arabische und Indonesische; Google Bücher

### Переводы на русский язык
- Казанова Х. Размышляя о постсекулярном: три значения «секулярного» и три возможности выхода за его пределы // Государство, религия, церковь в России и за рубежом — 2018 — №4 — С. 143–174.